# Václav z Morzinu
Václav Humbert hrabě z Morzinu (německy Wenzel Humbert Graf von Morzin, ve starší literatuře též jako Mor(t)zyn, Martzin apod., 4. března 1675 – 5. září 1737) byl český šlechtic z hraběcího rodu Morzinů a štědrý mecenáš umění, podporovatel Antonia Vivaldiho.

## Životopis
Václav z Morzinu se narodil roku 1675 jako syn Jana Rudolfa hraběte z Morzinu a jeho manželky Evy Konstantiny, rozené Vratislavové z Mitrovic. Nejprve nastoupil vojenskou kariéru a pod Evženem Savojským bojoval proti Turkům. Po smrti svého staršího bratra ovšem převzal správu panství a začal bohatě podporovat stavební činnost na svých statcích. V Praze nechal například postavit Morzinský palác v Nerudově ulici na Malé Straně.
Byl ženatý s uherskou šlechtičnou Annou Marií Kateřinou z Erdődy (1680–1750), s níž měl tři syny, Jana Kryštofa, Karla Josefa a Otto Antonína. Dědicem morzinského fideikomisu se po Václavu Humbetovi nakonec stal syn Karel Josef (1700–1741).

## Umělecký mecenáš

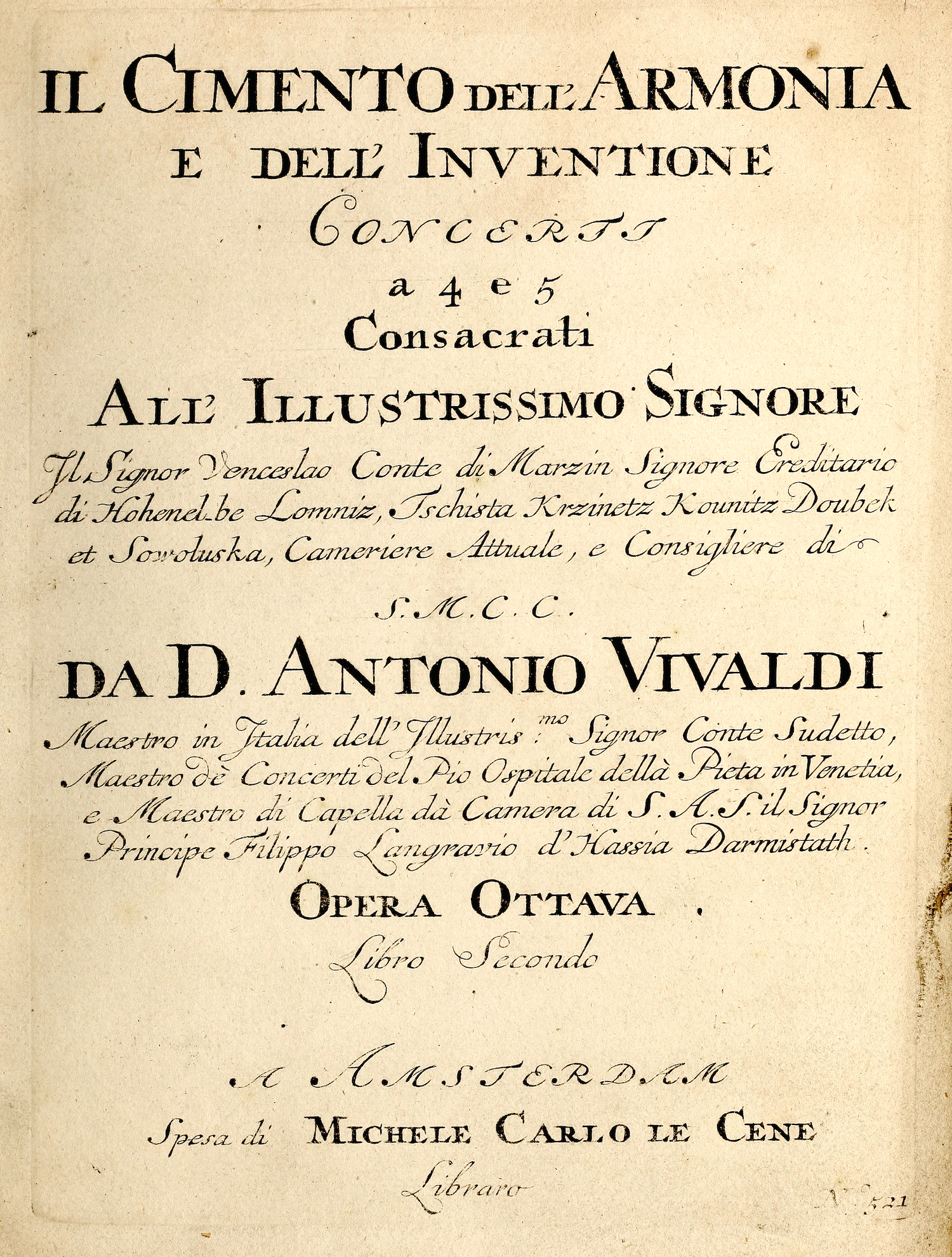
Titulní strana cyklu koncertů Antonia Vivaldiho "Il cimento dell'armonia e dell'inventione" obsahujících Čtvero ročních dob s věnováním Václavu hraběti z Morzinu

Hrabě byl velký vzdělanec, milovník a znalec umění, které bohatě podporoval. Zakázkami zaměstnal mnoho umělců své doby, mezi něž patřili architekt Jan Blažej Santini-Aichel, sochař Ferdinand Maxmilián Brokoff či malíř Jan Petr Molitor.

### Podpora hudby
Obzvláštní pozornost věnoval především hudbě. Ve svém malostranském paláci provozoval vlastní kapelu, jak bylo v té době zvykem, ovšem pražská kapela hraběte Morzina byla výjimečná tím, že zaměstnával výhradně profesionální instrumentalisty. V jeho kapele působilo mnoho významných skladatelů té doby, např. Antonín Reichenauer, František Jiránek nebo Johann Friedrich Fasch. Uměleckým vedoucím tohoto orchestru nebyl Joseph Haydn, jak se někdy uvádí ve starším výzkumu; ten totiž působil ve službách mladší větve Morzinů sídlících mj. u hraběte Karla Josefa v Dolní Lukavici.
Rovněž bylo zvykem ve vyšších kruzích té doby, aby kapela měla svého italského maestro di cappella, byť alespoň na dálku. Zřejmě nejslavnějším hudebníkem, kterého hrabě podporoval, byl Antonio Vivaldi, jenž v hraběcích účtech figuruje jako maestro di capella in Italia a který hraběti věnoval např. své dílo Il cimento dell'armonia e dell'inventione, op. 8, s proslulým cyklem houslových koncertů Čtvero ročních dob.
Svými značnými výdaji a nákladným životním stylem však Václav z Morzinu svůj rod velmi zadlužil.
Také jeho bratranec, Ferdinand Maxmilián z Morzinu (1693–1763), podporoval hudebníky. Jeho mladším příbuzným byl hudbymilovný mecenáš Karel Josef z Morzinu (1717–1783), žijící v 18. století, který byl prvním podporovatelem skladatele Josepha Haydna, kterého zaměstnal jako svého kapelníka. Haydn hraběti věnoval několik svých prvních symfonií.
Hudebním životem na dvoře hraběte Václava z Morzinu se podrobně zabývá český muzikolog Václav Kapsa. Ve svých publikacích podrobně zmapoval činnost pražské kapely Václava z Morzinu, kde působila řada vynikajících hudebníků té doby (Antonín Reichenauer, Antonín Möser, František Jiránek, Christian Gottlieb Postel, Josef Antonín Sehling, krátce též Johann Friedrich Fasch a další.), včetně působení Antonia Vivaldiho.

### Závěr života
Hrabě Václav z Morzinu zemřel 5. září 1737 a byl pochován v rodové hrobce v kostele sv. Augustina augustiniánského kláštera ve Vrchlabí